# Cinque storie ferraresi
Cinque storie ferraresi è una raccolta di racconti di Giorgio Bassani, ambientati a Ferrara.

## Genesi
I racconti hanno una storia testuale complessa. Infatti, l'autore sottopose, nel corso dei decenni, i racconti a moltissime variazioni e ulteriori riscritture, destinate a confluire, secondo la sua volontà, alla loro sistemazione definitiva nel Romanzo di Ferrara, apparso nel 1980 - nel quale le storie ferraresi compaiono come prima parte col titolo Dentro le mura.
Questa edizione raccoglie in un volume complessivo tutta la produzione narrativa bassaniana. Le Cinque storie ferraresi uscirono dapprima sulla rivista di cultura Botteghe Oscure, ad eccezione del racconto Lida Mantovani, il cui primo abbozzo risale al 1937 e fu pubblicato nel primo libro di Bassani, Una città di pianura, nel 1940. Pubblicate da Einaudi nel 1956, le storie (Lida Mantovani, La passeggiata prima di cena, Una lapide in via Mazzini, Gli ultimi anni di Clelia Trotti, Una notte del '43) valsero al suo autore il Premio Strega nello stesso anno. L'edizione del 1956 è generalmente considerata la migliore fra tutte le varianti.
Dal quinto racconto, Una notte del '43, nel 1960 fu tratto il film La lunga notte del '43, diretto dall'esordiente Florestano Vancini.

## Trama delle storie

### Lida Mantovani
Lida Mantovani è una giovane ragazza che ha appena partorito un bambino di nome Ireneo. Quando di lì a poco capisce che il padre, David, se ne è andato abbandonandola per sempre, Lida lascia la stanza nella quale aveva vissuto con lui per tornare dalla madre Maria, che abita in una piccola casa in via Salinguerra, vicino alle mura di Ferrara. Dopo qualche anno Lida attira l'attenzione di Oreste Benetti, un uomo di mestiere rilegatore un po' più anziano di lei: egli prende l'abitudine di recarsi ogni sera alla stessa ora in visita alle due donne, conversando con loro di vari argomenti, soprattutto di religione (Oreste è un cattolico praticante), di politica e di Ireneo, al quale l'uomo si affeziona come fosse un figlio. Ben presto Oreste capisce di avere una passione per Lida, ma inizialmente non osa chiederle di sposarlo. Tuttavia col passare del tempo Oreste si prende sempre più cura delle due donne e, dopo la morte di Maria Mantovani, si fidanza con Lida, che poi sposa. I due vivono felici e senza particolari problemi fino alla morte di Oreste, avvenuta prematuramente nove anni dopo le nozze. A questo punto, però, Lida capisce che forse Oreste non è mai stato veramente felice con lei: non hanno avuto quel figlio che egli tanto desiderava, ma forse la morte ha evitato che la sua speranza di diventare padre si trasformasse in disperazione.

### La passeggiata prima di cena
La storia è tratta da una vecchia cartolina che ritrae corso Giovecca, a Ferrara, in «quel tratto del giorno che precede l'ora della cena»: tra le persone che passeggiano lungo il corso, il narratore si sofferma su una ragazza dall'aspetto modesto, di nome Gemma Brondi, un'apprendista infermiera all'Ospedale Comunale che vive con i suoi genitori, i tre fratelli e la sorella Ausilia in una semplice casa nei pressi dei bastioni della città. Pur non avendo «una bellezza capace di farsi notare, nell'ora della maggiore animazione, in una strada di qualche importanza», di lei si innamora il dr. Elia Corcos: medico ebreo che, partendo da umili origini, è riuscito ad ottenere il rispetto dell'alta borghesia cittadina grazie alle proprie capacità, che gli consentiranno di diventare Primario dell'ospedale di Ferrara nonché medico personale della ricca duchessa Costabili. Gemma ed il dr. Corcos si fidanzano (1888), si sposano ed hanno subito un bambino, Jacopo, seguito poi da Ruben (che però morirà nel 1902, a otto anni, per meningite). Si trasferiscono in una casa di via Ghiara, considerata da Elia il suo buen retiro, dove raramente ricevono visite dei parenti: tra questi, la più assidua è senz'altro la sorella di Gemma, Ausilia, che rimarrà zitella e continuerà a frequentare quella casa, sentendosi legata al cognato da un sentimento segreto; ella sarà anche riconoscente verso il padre di quest'ultimo, Salomone Corcos, per le sue doti di affabilità e gentilezza. Dopo la morte di Gemma, nel 1926 Ausilia si trasferirà nella casa di Elia e del figlio Jacopo, in qualità di governante di casa, dove sarebbe rimasta a vivere anche dopo l'autunno del 1943, data in cui il noto medico israelita ed il figlio sarebbero stati deportati in Germania.

### Una lapide in via Mazzini
Nell'agosto del 1945 fa ritorno a Ferrara Geo Josz: deportato nel 1943 a Buchenwald dai tedeschi insieme ad altri 182 membri della Comunità israelitica, molti li «consideravano da un pezzo non senza ragione sterminati nelle camere a gas». Fu per questo preparata una lapide commemorativa con i 183 nomi, ma proprio mentre un operaio la sta fissando alla sinagoga di via Mazzini, Geo Josz si fa avanti, unico sopravvissuto tra i membri della Comunità deportati, basso e grasso da sembrare gonfio d'acqua, indossando un kolbak e dei panni stracciati. Riunitosi con lo zio Daniele, incontrato proprio sotto la lapide, Geo riprende pian piano possesso del palazzo di via Campofranco, che prima della guerra era stata casa Josz e che fu poi occupata dalla Sezione provinciale dell'ANPI: dapprima andò a vivere nella torretta, ma, grazie alla sua insistenza e ad una sorta di soggezione che gli occupanti provavano da quando era tornato, Geo ottenne che la Sezione sgombrasse. Deciso a riaprire l'attività del padre Angelo, che commerciava tessuti, e all'apparenza disposto a reintegrarsi nella società, un fatto cambia però le cose: una sera Geo schiaffeggia pubblicamente in via Mazzini il conte Lionello Scocca, già spia per l'OVRA, senza un apparente motivo, se non forse, come sostenevano alcuni testimoni, alcune domande sulla sua famiglia che il conte gli avrebbe fatto. Da allora inizia a farsi vedere nei luoghi più frequentati di Ferrara sempre coperto di quei panni che indossava il giorno del suo ritorno, ogni giorno sempre più magro; non appena cerca di iniziare una conversazione, tutti lo evitano come se fosse un appestato. Infine, nel 1948 Geo scompare: ha riavuto interamente il suo palazzo di via Campofranco, può ridare impulso all'attività paterna, può «ingranare di nuovo insomma - perché era questo, stringi stringi, il suo problema»; invece, in seguito a quegli schiaffi, di Geo non si sa più nulla.

### Gli ultimi anni di Clelia Trotti
Siamo nel 1939, con l'Italia in procinto di entrare in guerra e le leggi razziali promulgate da un anno. Il giovane Bruno Lattes, figlio di un avvocato, studioso e intelligente, ma che vive in uno stato di sconforto e di isolamento sociale dal quale tenta di uscire, è spinto da un'intensa curiosità culturale a conoscere Clelia Trotti, vecchia maestra, rivoluzionaria socialista "che aveva visto con i suoi occhi Anna Kuliscioff e Andrea Costa". Dapprincipio, conoscerla non fu semplice: dopo aver ottenuto l'indirizzo - incompleto dall'onorevole Bottecchiari, poi completo da un ciabattino, Cesare Rovigatti, intimo amico della maestra - egli viene respinto dalla sorella, Giovanna Codecà, nel timore che la casa fosse sorvegliata dall'OVRA. I due iniziano però ad incontrarsi frequentemente, a casa dell'anziana e anche di lui. Per qualche tempo il giovane sembra condividere la fede di lei nella libertà e nella rinascita del socialismo. A far luce sul complicato e controverso rapporto instauratosi tra i due c'è l'epigrafe ad inizio del racconto, ripresa da Italo Svevo: "Le persone di cui si conquista l'affetto con l'imbroglio non si amano mai sinceramente...". Bruno non è la persona immaginata da Clelia. Egli, infatti, abbandona improvvisamente Ferrara nel 1943 e si trasferisce in America per insegnare letteratura italiana. I suggerimenti della donna di avviare contatti con i principali esponenti dell'antifascismo cittadino - i repubblicani storici, i liberali, i cattolici, i comunisti - cadono tutti nel vuoto. L'ultimo loro incontro avviene nei pressi del cimitero di Ferrara, sul prato di piazza Certosa. Clelia muore in carcere nel 1943 a poco più di sessant'anni, ma è solo nell'autunno del 1946 che si tiene il funerale civile a Ferrara, alla cui funzione parteciperà anche Bruno. Ormai avviato alla carriera universitaria e sul punto di diventare cittadino americano, torna nella sua città natale sentendosi un estraneo.
Il racconto fu pubblicato dall'Editore Nistri-Lischi nel 1955 vincendo il Premio Letterario Internazionale "Veillon" di Lugano. Il personaggio di Clelia Trotti è ispirato alla figura di Alda Costa, una vecchia maestra, di idee socialiste e di fede antifascista, conosciuta da Bassani, e al quale era legato d'amicizia. La figura del giovane Bruno Lattes è trasparentemente autobiografica, rappresentando una parte del Bassani stesso, coi suoi stessi ideali.

### Una notte del '43

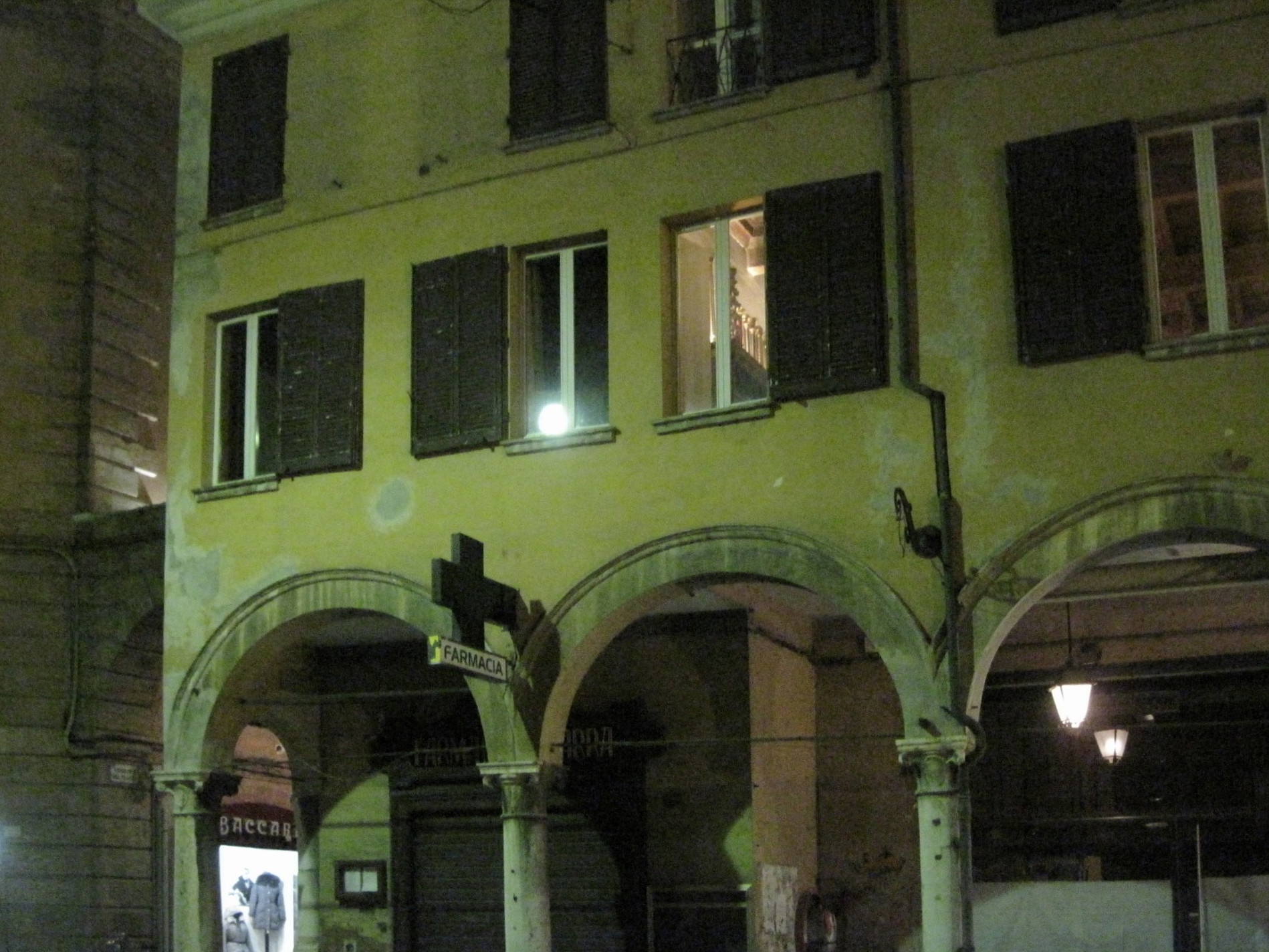
Le finestre sopra la farmacia dove è stata ambientata la storia Una notte del '43

Il racconto venne pubblicato per la prima volta nel 1955, ed è il più aderente, fra tutte le cinque storie ferraresi, alla ricostruzione storica. L'interesse di Bassani per le vicende della sua città non è quello di uno storico: tuttavia i fatti narrati risultano molto utili per capire il clima che regnava a Ferrara nel periodo finale della dittatura fascista. 
Ispirandosi all'episodio reale dell'uccisione del federale fascista Igino Ghisellini, qui diventato il console Bolognesi, egli posticipò leggermente la vicenda, da novembre a dicembre 1943, e all'interno del contesto storico creò una storia privata, frutto della sua ispirazione.
Pino Barilari è un farmacista che, da quando è stato colpito da una malattia sessualmente trasmissibile, trascorre le giornate risolvendo enigmi e parole crociate affacciato alla finestra della propria casa in corso Roma a Ferrara, proprio sopra la farmacia ereditata dal padre. La notte del 15 dicembre 1943 avviene un episodio tragico in città: undici persone, tutte considerate avversarie del Regime, vengono prelevate dalle loro abitazioni o dai loro nascondigli ed uccise in corso Roma, per rappresaglia. I loro corpi vengono abbandonati sul marciapiede, vicino alla farmacia Barilari, ed il mattino seguente, quando l'eccidio viene scoperto dalla popolazione, alcuni soldati vengono impegnati per tenere lontane le persone che vorrebbero avvicinarsi ai cadaveri, anche solo per riconoscerli.
A guerra conclusa, nell'estate del 1946, inizia un processo per individuare il responsabile della strage di quella notte. Il principale imputato è Carlo Aretusi, detto Sciagura, un fascista che partecipò alla Marcia su Roma (alla quale partecipò pure il farmacista, nel breve periodo in cui aderì al Fascismo). L'unico testimone che Sciagura teme è Pino Barilari, che con ogni probabilità assistette, dalla propria casa, alle uccisioni di quel 15 dicembre, e sarebbe in grado di indicare chi vi partecipò. Il farmacista tuttavia, durante il processo, alla domanda precisa che gli viene rivolta risponde solo: «Dormivo». 
Egli in realtà, quella sera, non solo assistette alla fucilazione nascosto dietro i vetri della sua finestra, ma vide anche la moglie tornare da un convegno amoroso, ormai palese a tutti, forse, ma non ancora a lui. Nessuno, neanche Sciagura, verrà condannato per quelle uccisioni. 
A partire da quella notte del 1943, intanto, Pino Barilari aveva perso ogni interesse per le riviste di enigmistica, poi era stato lasciato dalla moglie, e la sua unica occupazione è diventata quella di appostarsi tutto il giorno alla finestra di casa, osservare i passanti e borbottare un «Ehi!» o un «Attento!», come se non gli importasse di essere ascoltato, quando qualcuno cammina accanto al luogo dove lui sa che è avvenuta l'esecuzione.

## Edizioni
- La passeggiata prima di cena, Collana Biblioteca di Paragone, Sansoni, Firenze, I ed. 1953
- Gli ultimi anni di Clelia Trotti, Nistri-Lischi, Pisa, 1955
- Cinque storie ferraresi, Collana Supercoralli, Einaudi, Torino, I ed. 30 aprile 1956; Postfazione di Cesare Segre, Collana Supercoralli, Einaudi, Torino, 2003 ISBN 978-88-06-16389-1
- Una notte del '43, Collana Coralli n.119, Einaudi, Torino, 1960
- Le Storie ferraresi di Giorgio Bassani. Il muro di cinta. Lida Mantovani. La passeggiata prima di cena. Una lapide in via Mazzini. Gli ultimi anni di Clelia Trotti. Una notte del '43. Gli occhiali d'oro. In esilio, Collana Supercoralli, Einaudi, Torino, 1960-1964-1971
- Il Romanzo di Ferrara - I. Dentro le mura, Collana Scrittori Italiani e Stranieri, Mondadori, Milano, 1973
- in il romanzo di Ferrara, Mondadori, Milano, I ed. 1974.
- Cinque storie ferraresi, Introduzione di Guido Fink, Collana Oscar n.780, Mondadori, Milano, 1977
- in Il Romanzo di Ferrara. Libro primo. Dentro le mura, Collana Oscar n.654, Mondadori, Milano, 1978-1987 ISBN 88-04-14109-3; Collana Oscar Scrittori del Novecento, Mondadori, 1994-1999
- in il romanzo di Ferrara, Mondadori, Milano, 1980. [edizione riveduta definitiva]
- in il romanzo di Ferrara, 2 voll. Collana Oscar Narrativa n.1133, Mondadori, Milano, 1990 ISBN 88-04-34345-1
- in Opere, a cura e con un saggio di Roberto Cotroneo, Collana I Meridiani, Mondadori, 1998 ISBN 978-88-04-42261-7
- Una notte del '43, Collana Einaudi tascabili.Scrittori, Einaudi, Torino, 2003 ISBN 978-88-06-16392-1
- Cinque storie ferraresi. Dentro le mura. La complessità della Ferrara fascista vista attraverso lo sguardo già maturo del primo Bassani, Postfazione di Eraldo Affinati, Collana Einaudi Tascabili n.1362, Einaudi, Torino, 2005, ISBN 978-88-06-16390-7.
- Cinque storie ferraresi. Premio Strega 1956, Prefazione di Benedetta Centovalli, Collezione I 100 Capolavori del Premio Strega, UTET - Fondazione Maria e Goffredo Bellonci, Torino, 2007, ISBN 978-88-02-07510-5.
- Cinque storie ferraresi. Dentro le mura, Collana UEF n.2338, Feltrinelli, Milano, 2012, ISBN 978-88-07-72338-4.
- in Il Romanzo di Ferrara, a cura di Cristiano Spila, Collezione Le Comete, Feltrinelli, Milano, 2012, ISBN 978-88-07-53023-4.